# الکسی یلیسیف
الکسی یلیسیف (به انگلیسی: Aleksei Yeliseyev) فضانورد اهل اتحاد شوروی است که در ۱۳ ژوئیهٔ ۱۹۳۴ در ژیزدرا زاده شد. وی در مأموریت سایوز ۵، سایوز-۴، سایوز ۸، سایوز ۱۰ حضور داشته است.